# Pósaházi János
Pósaházi János (? – Gyulafehérvár, 1686. május 4.) bölcseleti doktor, a sárospataki evangélikus-református kollégium tanára; a barokk udvari jellegű hitvitázó irodalom egyik képviselője.

## Élete
Születési éve bizonytalan. Apja Pósaházi István (Bod Péter és Benkő József szerint Pál) 1647-től 1654-ig a pataki egyház harmadik papja volt. Pósaházi a sárospataki iskolában tanult, 1650. április 24-én jegyezte be nevét a tógátusok anyakönyvébe. Comenius A. János, Tolnai János, Szőlősi H. János és Tofaeus Mihály tanárok vezetése alatt mind az egyházi, mind a világi tudományokban oly sikeres előmenetelt tett, hogy Lorántffy Zsuzsanna, I. Rákóczi György fejedelem özvegye 1653-ban saját költségén külföldi egyetemre küldte. Elindulása előtt az említett év elején seniori hivatalt viselt. Utrechtben telepedett le először, és bölcseletet tanult, emellett azonban a teológiát sem hanyagolta el; ebben Gisbertus Voetius volt tanára, akit mindig nagyon tisztelt. 1655. június 19-én a bölcseletből magiszteri fokot nyert
1656-ban a franekeri egyetemen volt néhány hónapig. Innen Angliába ment, végül mint bölcseletdoktor és a szabad művészetek mestere tért vissza Magyarországra. 1657-ben állást kapott a sárospataki iskolánál, ahol július 9-én ünnepélyesen beiktatták. A református hit védelmezője lett, szóban és írásban rengeteget vitatkozott a jezsuitákkal, Sámbár Mátyással és Kis Imrével. Mikor Báthory Zsófia 1671. október 20-án elfoglalta Sárospatakot, a főiskolának távoznia kellett. Pósaházi a tanuló ifjúsággal és tanártársával, Buzinkai Mihállyal együtt egy időre Debrecenbe ment, miután pedig I. Apafi Mihály fejedelem kérésükre helyet jelölt ki nekik Gyulafehérváron, 1672 elején ott telepedtek meg. Itt is nagy buzgalommal működött úgy hivatalában, mint irodalmi téren. Vitázó képességét most már a coccejanusokon és cartesianusokon próbálta ki, akik ellen éppen oly elkeseredetten kelt ki, mint előbbi műveiben a katolikusok ellen.

## Művei
- Dipustatio Metaphysica De Causis Vndecima. Qvam in finito annuente Numine Sub Praesidio D. Pauli Voet … Publicè defendere conabitur … Ad diem 10. Decemb. hora locoque solitis. Vltrajecti, M.DC.LIII
- Disputatio Politica, De Republica. Qvam Favente Deo Praepotente, Sub Praesidio … Danielis Berckringeri … Publicè ventilandam proponit … Ad diem 18. Martii … Uo. M.DC.LIV
- Disputatio Ethica. De Actionum Humanarum Libertate Qvam … Sub Praesidio … Danielis Berckringeri … Publicè ventilandam proponit … Ad diem 28. Junii …. Uo. M. D. C. LIV
- Disputatio Physica, De Corpore Fluido. Qvam … Sub Praesidio … Johannis De Bruyn … Publice defendere conabitur … Ad diem 9. Decembris … Uo. M.D.C.LIV
- Disputatio Philosophica Inauguralis, De Legibus, igne culinari, ac supposito, Quam … Pro Gradu Magisterii in Philosophia consequendo publice sine Praeside defendere conabitur … Ad diem 19. Junii … Uo., M.DC.LV
- Oratio Inauguralis, De recta eruditionis comparandae ratione, Habita In Illustris Scholae Saros-Patakinae Auditorio Majori A. C. M. DC. LVII. die 9. Julii. Cum Professionem Philosophicam susciperet. Patakini
- Disputatio Philosophica De Principio Philosophandi, Qvam Divini Numinis subsidio fretus Sub Praesidio … publice ventilandam proponit Petrus Kormendi … Ad diem 22. Junii … Uo. 1658
- Disputatio Philosophica De Regulis Philosophandi Quam … Sub Praesidio … Publico examini subjicit Thomas F. Tsekeinus. Ad diem 20 Julii Patakini, M.DC.LVIII
- Disputatio Philosophica. De Territorio Philosophandi Quam … Sub Praesidio … publico examini submittit Andreas B. Gyöngyösi … Ad diem 28. Augusti … Uo. 1658
- Disputatio Politica. De Cive. Quam … Sub Praesidio … publice sustinere conabitur Stephanus Jaszberinyi … Ad diem 15. Januarii … Uo. M. DC. LIX.
- These Philosophicae. De Natura, et Existentia Metaphysicae. Quas … Praeside … Publicae Ventilationi, & Examini proponit Petrus Levainus … Ad diem 11. Martii. Uo. 1661
- Ars Catholica. Vulgo Metaphysica: cui praemittitur Intraductorium Philosophicum. Uo. M. DC. LXII
- Pneumatologia. Uo. M. DC. LXII
- Rövid tudósétás a consequentiakrul, a Pataki jésuita páterek manifestumára való felelettel edgyütt. Sérospatak, 1665
- Posahazi Janosnak Kis Imre nevű Jesuita paterrel valo vetelkedese imez kerdesrül Volt-é valaha, valaholott, valakinél Calvinus János előtt, a mostani Cálvinisták Vallása? Anno M. DC. LXVI. Hely n.
- Sámbárnak az három kérdéseire való felelet. H. n. 1666 (Egy példánya sem ismeretes.)
- Sámbárnak, Kisnek, s egyebeknek adott felelet. Hely n. 1666
- A három kérdésre-valo summás választ-tételnek, Egy arra lött alkalmatlan Felettel való Nagyobb Megerössödese, Es Azon Feleletnek meg-rázogatása. Anno Dom. 1666. Hely nélkül
- Ben Sült Veres Kolop. Avagy: Kis Paternek Vesztett Peri (Hely n., 1666)
- Philosophia Naturalis. Sive Introductio in theatrum naturae. Patakini, M. DC. LXVII
- Görcsös Bot; Amaz détzeges fekete Bonasusnak a hátára, Mellyel Vtóbbi szilajkodása tétúl megegyengettetik (Sárospatak, 1668. Névtelenül irta P. Sámbár Mátyás ellen.)
- Igazság Istápja. Avagy olly Catechismusi Tanitás. Mellyben a Keresztyén Reformata Vallás bőven megmagyaráztatik, és az ellen tusakodó fortélyos Patvarkodások ellen (jelesben a mellyeket a nagy Kalauzos könyv hellyel-hellyel előállatot) oltalmaztatik: Mellyet az együgyü Keresztyéneknak magok lelki támogatására irott és mostan legelőször nyomtatásban kibocsátott … Saros-Patakon … 1669
- Sermo Panegyricus In Obitum & Laudes Excellentissimi Comitis D. D. Francisci Rhedei Authore & Declamatore … Uo. 1669 (Czeglédi István halotti beszédével együtt)
- Theses Philosophicae de Independente et Dependente … Sub Praesidio … publicae inquisitioni committuntur. A Michaele Szatthmar-Nemetino … Uo. M. DC. LXI
- Sibelius Gásparnak Szent-Irasbol szedegetett, és külömb külömb-féle alkalmatosságokra rendeltetett könyörgő és háláadó Imadsagi: Mellyeket, Deák nyelvből, a Magyar Keresztyének hasznokra Magyar nyelvre fordított Posahazi Janos. A Szentek mostani szenvedésének edgyik társa. Colosvarott, 1673
- Oratio De Fatalium rerum Humanarum vicissitudine dicta occasione Funeris Spectabilis ac Magnifici D. D. Stephani Bocskai Inclyti Comitatus Zempleniensis Comitis Supremi, Patriae Patris desideratissimi, nec non pro Avita ejusdem libertate in Exilio apud Transylvanos denati … Sub indulgentissima Illustrissimi Principis Transylvaniae, unici fere hâc tempestate afflictorum Praesidii, tutelâ, peregrinationis & exilii molestiam tollerante. Anno 1674. Uo. 1674 (Szomorú Halotti Pompa cz. halotti beszédek gyűjteményében)
- Syllabus Assercionum Thesium, & Hypothesium illarum (e multis) quibus Noetorici quidam Theologi & Philosophi hoc tempore in Belgio, Hungaria & Transylvania, scholas & Ecclesias turbant, ex propriis ipsorum scriptis collectus, cum succinta ad illas Animadversione … M.DC.LXXXV (Kolozsvár)

Üdvözlő verse van a Püspöki János, Disputationes Juridicae. Franekerae, 1657., Losonci Farkas János, Disputatio Theologica. Lugd. Batav. 1657. és Buzinkai Mihály, Istitutionum Rhetoricarum libri duo. Patakini, 1658. cz. munkákban. Hosszabb költeménye: a Görcsös bot cz. az Irodalomtört. Közleményekben (1893). Levelei: Apafi Mihályhoz, a Sárospatakra kért és kiküldendő néhány deák ügyében. (Erdélyi Prot. Közlöny 1879); Borsodmegye reformátusaihoz 1683. márcz. 3. Buzinkai Mihálylyal és Szikszai Gergelylyel együtt. (Sárospataki Füzetek 1858. 484. l.)

## Lásd még
- A barokk kor magyar irodalma
- P. Tóth János: Vásárhelyi Matkó István hitvitája Sámbár Mátyás jezsuitával; Hornyánszky Ny., Bp., 1909 (Koszorú. A Magyar Prot. Irodalmi Társaság népies kiadványai)
- Makkai Ernő: Pósaházi János élete és filozófiája; Minerva Ny., Kolozsvár, 1942 (Universitas Francisco-Josephina Kolozsvár. Acta philosophica)
- Garadnai Erika Csilla: A felső-magyarországi hitvita, 1663–1672. Sámbár Mátyás, Pósaházi János, Matkó István és Czeglédi István polémiája; OSZK–Universitas, Bp., 2018